# ブームタウン・ラッツ
ブームタウン・ラッツ（The Boomtown Rats）は、アイルランド出身のニュー・ウェイヴ・バンドである。同国の代表的なパンク系グループの先駆けとして活動していたが、1980年代に解散。長い沈黙を経た2013年、約27年ぶりに活動を再開した。
メンバー6人全員がアイルランドのダン・レアリー出身。「ブームタウン・ラッツ」というバンド名はウディ・ガスリーの自伝『ギターをとって弦をはれ』（原題: Bound for Glory）に登場するギャングの名前に由来する。

## 略歴

### 結成期

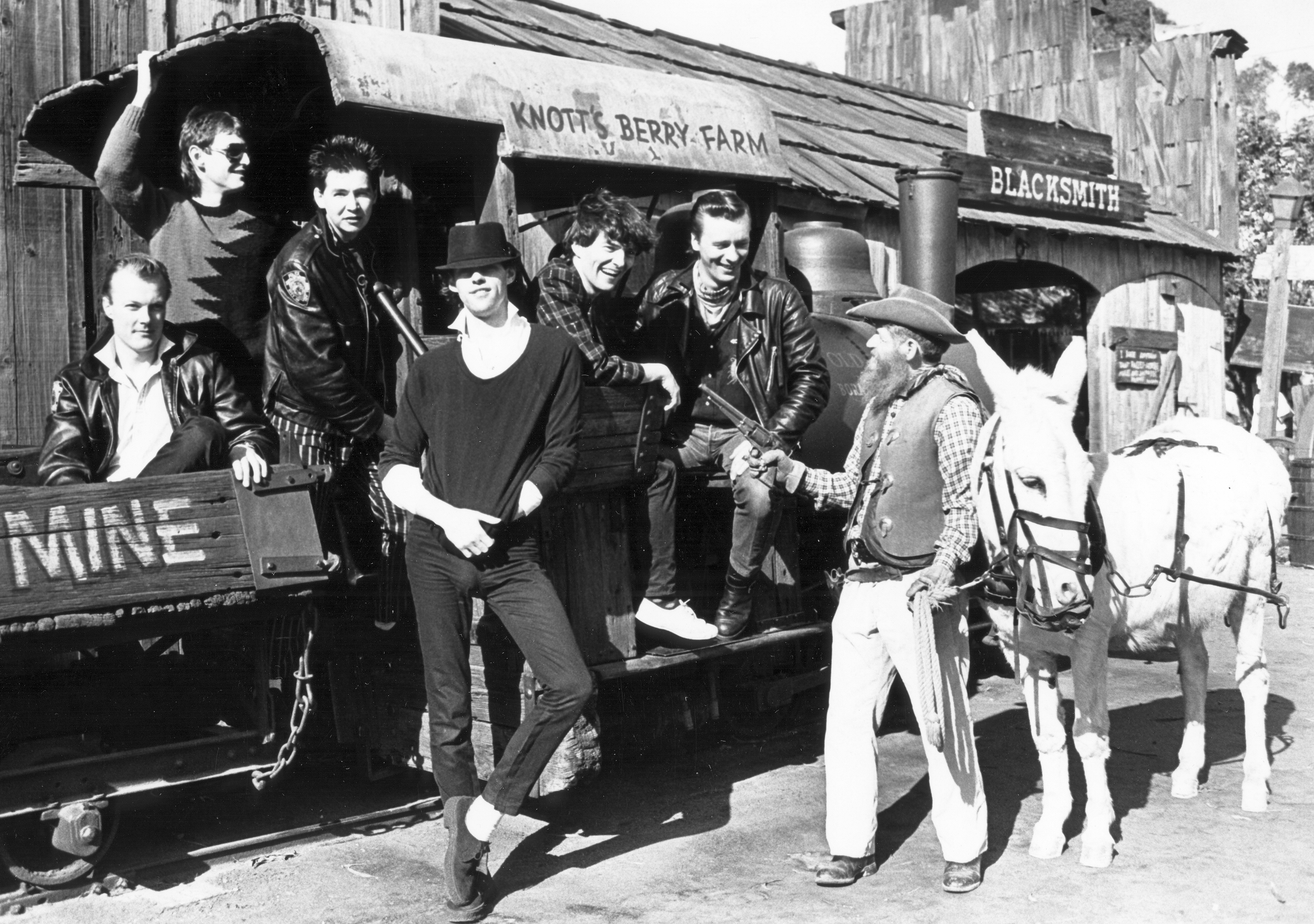
1981年のグループショット

1975年にボーカリストのボブ・ゲルドフを中心にアイルランドのダブリンで結成され、1977年にデビュー。1978年にシングル「Rat Trap」でアイルランド出身のバンドとしては初めて全英1位を獲得し、注目を浴びる。
1979年に全英1位となったシングル「I Don't Like Mondays（哀愁のマンデイ）」は、同年の1月29日にアメリカのサンディエゴの小学校で当時16歳の少女が起こしたライフル乱射事件を描いた曲。タイトルは彼女の犯行動機のひとつが「月曜日が嫌い」だったことによる。銃社会のアメリカで2億丁を越える銃が所有されているなか、頻繁に起こる乱射事件が起こるたびにこの曲がメッセージしている事柄が問われている。日本には1980年・1981年の2回来日公演を行っている。
当初は6人編成であり、複数のリズムを集結させたポリリズムを持つバンドでもある。ゲルドフ曰く「ラッツはパンク感覚と共に抜群のメロデイーラインに恵まれたバンドさ。」とのこと。
ゲルドフは1984年にDo They Know It's Christmas?のリリースなどによる、アフリカの飢餓救済のためのチャリティー企画バンド・エイドを成功させ、さらに米国のUSA for Africa誕生のきっかけにもなり、後の1985年にはバンド・エイドやUSA for Africaを始めとする世界的チャリティーコンサートのライヴエイドも成功させた。こうしてゲルドフが名声を得る一方でバンド活動は停滞、1986年に解散した。

### 再始動期
2008年、ギャリー・ロバーツとサイモン・クローらが「The Rats」という名で、ブームタウン・ラッツのクラシックナンバー演奏を主体としたライブ活動を始める。翌2009年以降からボブ・ゲルドフ、ピート・ブリケット、ゲリー・コットらとも断片的にギグを行った。
2013年、ゲルドフ、ロバーツ、ブリケット、クローの4名で正式に再結成を果たし、約27年ぶりに活動を再開した。
2020年、36年ぶりのオリジナルアルバム『Citizens Of Boomtown』をリリース。
2022年、ギター担当のギャリー・ロバーツが死去。

## 楽曲の使用、バンドについての批評等
- テレビで人気の医療ドラマ、『Dr.HOUSE』（House）シーズン3の15話、「Half-Wit」の中で、ブームタウン・ラッツの楽曲、「哀愁のマンデイ」のイントロが使用されている。
- アメリカのトーク・ラジオ・ショー、『ジム・ローム・ショー』（The Jim Rome Show）のエンディング・コーナーで、ブームタウン・ラッツの楽曲、「アップ・オール・ナイト」（“Up All Night”）が使用されている。このコーナーでは、この曲が流れ、ジム・ローム（Jim Rome）により“Huge Call of the Day”（今日一番の電話）が発表される。
- ピート・ブリケット（Pete Briquette）により、ライブDVDのミキシングが行われ、フランチェスコ・カメリ（Francesco Cameli）により、ブームタウン・ラッツのアルバム再リリースに向けてのエクストラ・トラックのミキシングがロンドンのSphere Studiosで行われた。
- ゲルドフは1982年の映画、『ピンク・フロイド ザ・ウォール』で主役の「ピンク」を演じる。ゲルドフをキャスティングすることにロジャー・ウォーターズは懐疑的であった。ゲルドフが歌パートを歌えるかどうか確信が持てないと述べていた。
- アメリカのスカ・パンク・バンド、サブライム（Sublime）が、「ドント・プッシュ」（“Don't Push”）という曲の中に、ブームタウン・ラッツとその楽曲「アップ・オール・ナイト」を登場させている。サブライムのアルバム、『40オンス・トゥ・フリーダム』（40 Oz. to Freedom）に収められているその曲の中で、

"If I was a Boomtown Rat I would be stayin' up all night"

（もしも自分がブームタウンのラットなら、一晩中起きているのに）

と歌われている。
- マンチェスターの伝説的なレコード・レーベル、ファクトリー・レコードを特集した、2007年のBBCのドキュメンタリー番組、『Factory: From Joy-Division to The Happy Mondays』の中で、レーベル創設者のトニー・ウィルソン（Tony Wilson）が、1970年代にブームタウン・ラッツをテレビに出さなかったことは正しい判断だったと述べている。インタビューの中でウィルソンは、一言、"F…'em." と付け加え、選ばなかった他の532組のバンドと同様、ひどいバンドだったとにおわせている。

## メンバー

### 現ラインナップ
- ボブ・ゲルドフ（Bob Geldof） － ボーカル (1975–1986, 2013– )
- ピート・ブリケット（Pete Briquette） － ベース (1975–1986, 2013– )
- サイモン・クロー（Simon Crowe） － ドラムス (1975–1986, 2013– )

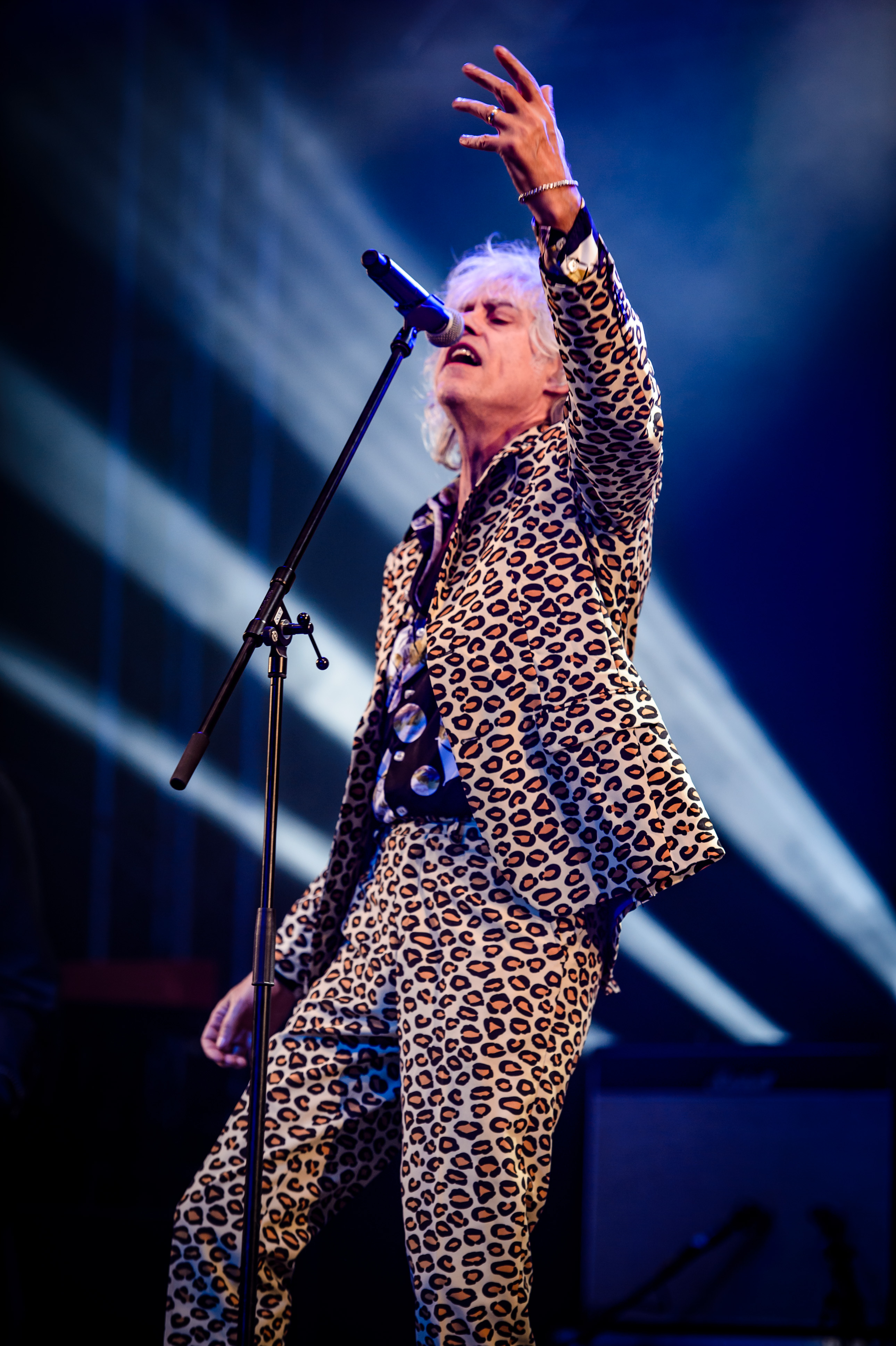
ボブ・ゲルドフ（Vo） 2017年
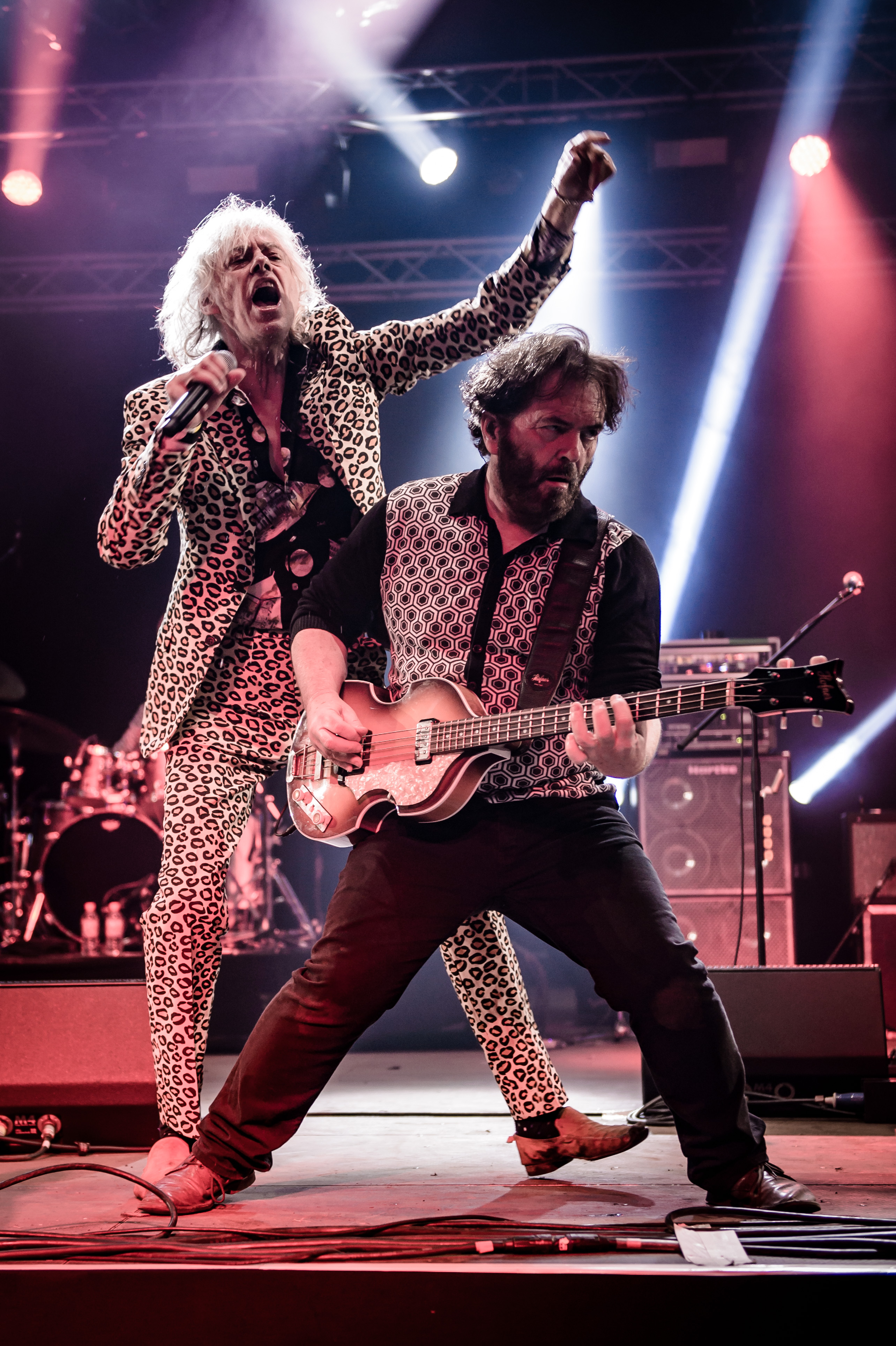
ピート・ブリケット（B・手前） 2017年
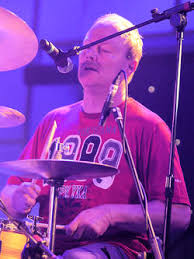
サイモン・クロー（Dr） 2009年

### 旧メンバー
- ギャリー・ロバーツ（Garry Roberts） － ギター (1975–1986, 2013–2022) ♰RIP.2022
- ゲリー・コット（Gerry Cott） － ギター (1975–1981)
- ジョニー・フィンガーズ（Johnny Fingers） － キーボード (1975–1986)

## ディスコグラフィー

### アルバム
| リリース年 | アルバム・タイトル（邦題）                                       | 全英 | カナダ | 全米  |
| ---------- | ---------------------------------------------------------------- | ---- | ------ | ----- |
| 1977年     | The Boomtown Rats（『ザ・ブームタウン・ラッツ』）                | 18位 | -      | -     |
| 1978年     | A Tonic For the Troops（『トニック・フォー・ザ・トゥループス』） | 8位  | -      | 112位 |
| 1979年     | The Fine Art of Surfacing（『哀愁のマンデイ』）                  | 7位  | 6位    | 103位 |
| 1981年     | Mondo Bongo（『モンド・ボンゴ』）                                | 6位  | 22位   | 116位 |
| 1982年     | V Deep（『ディープ・ラッツ』）                                   | 64位 | 37位   | -     |
| 1984年     | In the Long Grass（『イン・ザ・ロング・グラス』）                | -    | 80位   | -     |
| 2020年     | Citizens of Boomtown                                             | 48位 | -      | -     |

### コンピレーション・アルバム
- The Boomtown Rats' Greatest Hits（1987年）チャート入りせず。
- Loudmouth（1994年）全英10位。
- The Best of the Boomtown Rats（『ベスト・オブ…』）（2003年）全英43位。

### シングル
| リリース年 | 曲名（邦題）                                             | 全英 | カナダ | 全米 |
| ---------- | -------------------------------------------------------- | ---- | ------ | ---- |
| 1977年     | "Looking After No. 1"（「ルッキン・アフターNo.1」）      | 11位 | -      | -    |
| 1977年     | "Mary of the Fourth Form"（「4年生のマリー」）           | 15位 | -      | -    |
| 1978年     | "She's So Modern"（「シーズ・ソー・モダン」）            | 12位 | -      | -    |
| 1978年     | "Like Clockwork"（「ライク・クロックワーク」）           | 6位  | -      | -    |
| 1978年     | "Rat Trap"（「ラット・トラップ」）                       | 1位  | -      | -    |
| 1979年     | "I Don't Like Mondays"（「哀愁のマンデイ」）             | 1位  | 4位    | 73位 |
| 1979年     | "Diamond Smiles"（「涙のダイアモンド・スマイル」）       | 13位 | -      | -    |
| 1980年     | "Someone's Looking at You"（「サムワンズ・ルッキング」） | 4位  | 86位   | -    |
| 1980年     | "Banana Republic"（「バナナ・リパブリック」）            | 3位  | 47位   | -    |
| 1981年     | "The Elephant's Graveyard"（「象の墓場」）               | 26位 | -      | -    |
| 1981年     | "Never in A Million Years"（「愛のミリオン・イアー」）   | 62位 | -      | -    |
| 1982年     | "House on Fire"（「ハウス・オン・ファイア」）            | 24位 | -      | -    |
| 1982年     | "Charmed Lives"（「チャームド・リブズ」）                | -    | -      | -    |
| 1984年     | "Tonight"（「トゥナイト」）                              | 73位 | -      | -    |
| 1984年     | "Drag Me Down"（「ドラッグ・ミー・ダウン」）             | 50位 | -      | -    |
| 1984年     | "Dave"（「デイブ」）                                     | 81位 | -      | -    |
| 1985年     | "A Hold of Me"（「ア・ホールド・オブ・ミー」）           | 78位 | -      | -    |
| 1994年     | "I Don't Like Mondays"（「哀愁のマンデイ」）<再リリース> | 38位 | -      | -    |